# Josef Hájek (basketbalista)
Josef Hájek (* 4. srpna 1958 Praha) je československý basketbalista, účastník Mistrovství Evropy juniorů 1975 a sedminásobný medailista českoslovenswlé basketbalové ligy – mistr Československa 1981, čtyřikrát vicemistr (1976, 1977, 1989, 1990) a má dvě bronzové medaile za třetí místa (1978, 1986).
V československé basketbalové lize hrál celkem 15 sezón (1975–1990), z toho za kluby VŠ Praha 6 sezón (mistr Československa 1981, 2x vicemistr 1976, 1977, třetí místo 1978), VŠDS Žilina 4 sezóny (dvě pátá a dvě šestá místa), Dukla Olomouc jednu sezónu (1986, třetí místo) a Spartak Sokolovo / Sparta Praha 4 sezóny (dva tituly vicemistra Československa 1989, 1990 a dvě sedmá místa). V československé basketbalové lize zaznamenal celkem 2193 bodů.
Za reprezentační družstvo Československa hrál na Mistrovství Evropy kadetů v roce 1975 (Athény, Řecko), skončili na 8. místě, odehrál 3 zápasy a zaznamenal 14 bodů.   

## Hráčská kariéra

### kluby
- Bohemians Praha
- 1975–1981 VŠ Praha: mistr Československa (1981), 2x vicemistr (1976, 1977), 3. místo (1978), 2x 4. místo (1979, 1980), celkem 6 sezón
- 1981–1985 VŠDS Žilina: 2x 5. místo (1983, 1984), 2x 6. místo (1982, 1985). celkem 4 sezóny
- 1985–1986 Dukla Olomouc: 3. místo (1986). 1 sezóna
- 1986–1990 Sparta Praha: 2x vicemistr Československa (1989, 1990), 2x 7. místo (1987, 1988), celkem 4 sezóny
  - Československá basketbalová liga 15 sezón (1975–1990) a celkem 2191 bodů

### Československo
- Mistrovství Evropy kadetů 1975 (Athény, Řecko) 8. místo, celkem 14 bodů, 3 zápasy